# David Gallego
 (avril 2018).
Si vous disposez d'ouvrages ou d'articles de référence ou si vous connaissez des sites web de qualité traitant du thème abordé ici, merci de compléter l'article en donnant les références utiles à sa vérifiabilité et en les liant à la section « Notes et références ».
David Gallego Rodríguez, né le 26 janvier 1972 à Súria (province de Barcelone, Espagne), est un footballeur espagnol reconverti en entraîneur. Il évoluait au poste de milieu de terrain.

## Biographie

### Carrière de joueur
David Gallego évolue en première division avec le Recreativo de Huelva lors de la saison 2002-2003 (10 matches joués).
Il joue aussi pendant quatre saisons en deuxième division : entre 2000 et 2002 avec le Cordoue CF (42 matches, 4 buts), puis entre 2003 et 2005 avec le Terrassa FC (55 matches, 6 buts).
Il joue également avec l'UE Sant Andreu, l'Hércules de Alicante et le CF Badalona, entre autres.
Le bilan de sa carrière de joueur s'élève à 383 matchs joués en championnat, pour 69 buts marqués. Il réalise sa meilleure performance lors de la saison 1997-1998, où il inscrit 15 buts.

### Carrière d'entraîneur
En 2013, il est recruté par Jordi Lardín, directeur sportif de l'Espanyol de Barcelone, pour entraîner les juniors du club barcelonais. Gallego entraîne ensuite l'équipe réserve en Segunda División B (D3).
Le 20 avril 2018, il est nommé entraîneur par intérim de l'équipe première de l'Espanyol à la suite du limogeage de Quique Sánchez Flores.
Le 6 juin 2019, il redevient entraîneur de l'Espanyol à la suite du départ de Rubi. Le 7 octobre 2019, alors que le club enchaîne les mauvais résultats en championnat, Gallego est remercié par l'Espanyol tandis que Pablo Machín le remplace.